# Syndyas indumeni
Syndyas indumeni är en tvåvingeart som beskrevs av Smith 1969. Syndyas indumeni ingår i släktet Syndyas och familjen puckeldansflugor. Inga underarter finns listade i Catalogue of Life.